# 1699
1699 (MDCXCIX) byl rok, který dle gregoriánského kalendáře započal čtvrtkem.

## Události
- 26. leden – Svatá liga (včetně Habsburské monarchie) a Osmanská říše uzavřely Karlovický mír a ukončily Velkou tureckou válku.
- 25. srpen – Zemřel dánsko-norský král Kristián V. a na trůn nastoupil jeho syn Frederik IV.
- ve Finsku pokračuje třetím rokem velký hladomor (1697–1699). Celkem v jeho důsledku vymřelo 30 % populace.
- velký požár poničil město Narva
- Holanďané na Cejlonu zakládají první koloniální plantáže kávovníku

### Probíhající události
- 1683–1699 – Velká turecká válka

## Vědy a umění
- Anglický přírodovědec Edward Lhuyd popsal zub sauropoda (nejspíš rod Cetiosaurus) jako Rutellum implicatum. Jde o vůbec první vědecký název, přisouzený zkamenělině dinosaura. Název však není platný podle dnešních měřítek.

## Narození

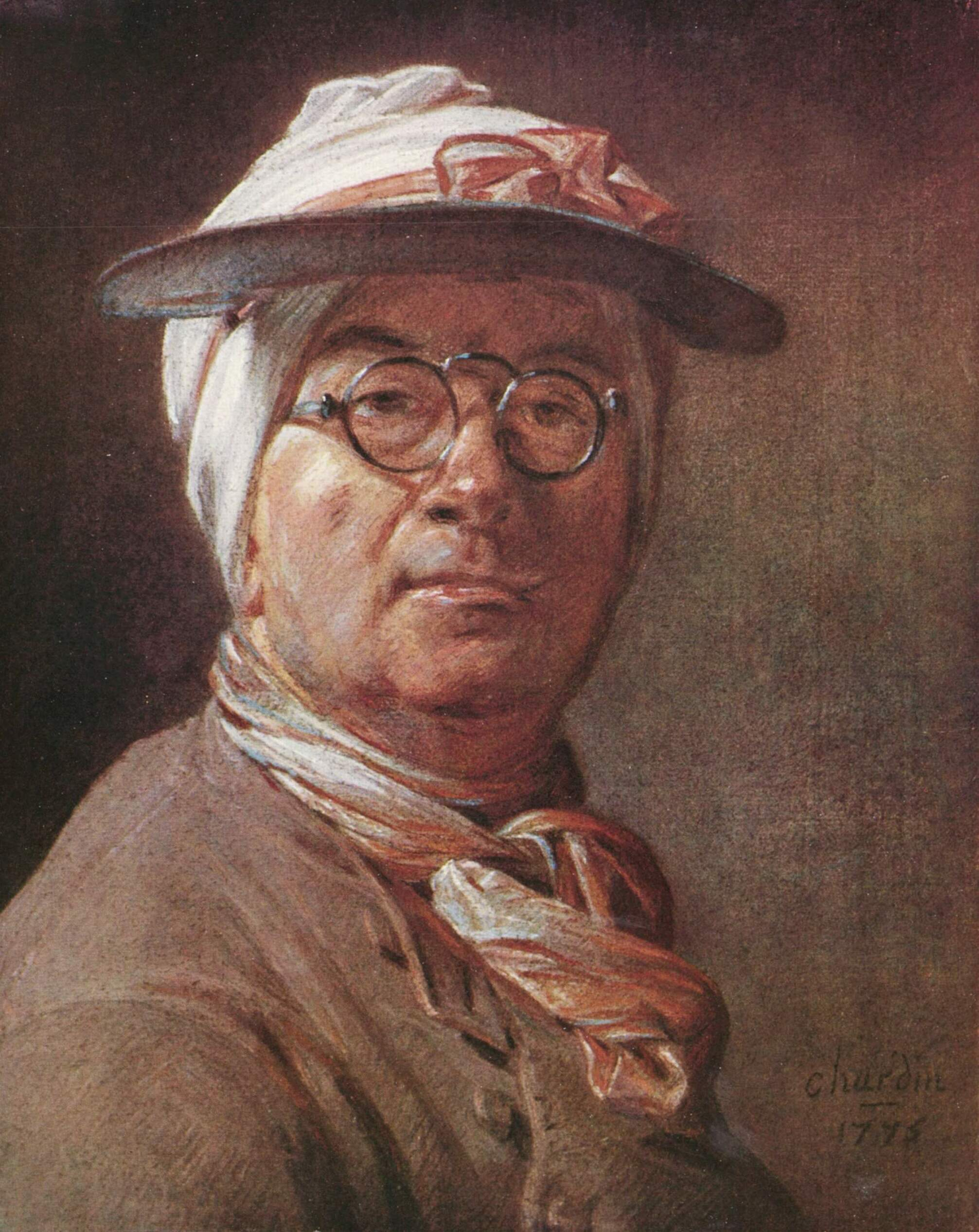
Jean Siméon Chardin († 2. listopadu)

- 3. ledna – Osman III., osmanský sultán († 30. října 1757)
- 30. ledna – Františka Josefa Portugalská, portugalská princezna a princezna († 15. července 1736)
- 9. února – Étienne Jeaurat, francouzský malíř († 4. prosince 1789)
- 17. únor – Georg Wenzeslaus von Knobelsdorff, německý malíř a architekt († 16. září 1753)
- 23. března – John Bartram, americký botanik († 22. září 1777)
- 24. března – Johann Adolf Hasse, německo-italský hudební skladatel († 16. prosince 1783)
- 17. dubna – Robert Blair, skotský básník († 4. února 1746)
- 20. dubna – Johann Christoph von Dreyhaupt, německý právník a historik († 13. prosince 1768)
- 1. května – Hans Joachim von Zieten, pruský maršál († 27. ledna 1786)
- 13. května – markýz de Pombal, portugalský premiér († 8. května 1782)
- 25. května – Pattee Byng, 2. vikomt Torrington, britský politik a šlechtic († 23. ledna 1747)
- 7. června – Franz Anton Pilgram, rakouský barokní architekt († 28. října 1761)
- 21. června – Leopold Antonín ze Salm-Reifferscheidtu, majitel severočeského panství Lipová († 16. ledna 1769)
- 14. července
  - Filip Ludvík ze Sinzendorfu, biskup v Rábu a kníže-biskup Vratislavi († 28. září 1747)
  - Vere Beauclerk, 1. baron Vere, britský peer a politik († 21. října 1781)
- 11. září – Anna Marie z Lichtenštejna, kněžna z Lichtenštejna († 20. ledna 1753)
- 8. října – Bernard Hennet, opat cisterciáckého kláštera Studnice Blahoslavené Panny Marie († 18. srpna 1770)
- 29. října – Benedetto Micheli, italský básník, libretista, malíř a skladatel († 5. listopadu 1784)
- 2. listopadu – Jean Siméon Chardin, francouzský malíř († 6. prosince 1779)
- 30. listopadu – Kristián VI., dánský a norský král († 6. srpna 1746)
- 8. prosince – Marie Josefa Habsburská, rakouská arcivévodkyně († 17. listopadu 1757)
- 10. prosince – Kristián VI., dánský král († 6. srpna 1746)
- neznámé datum
  - Bernardo Spinetti, severoitalský sochař a štukatér († 9. června 1748)
  - Emine Muslı Kadınefendi, konkubína osmanského sultána Ahmeda III. († 2. srpna 1750)
  - Andreas Altomonte, rakouský architekt († 12. června 1780)

## Úmrtí

### Česko
- 27. února – František Oldřich Kinský, šlechtic, politik a diplomat v habsburských službách (* 1634)
- 18. července – Ondřej Trojer, opat kláštera v Plasích (* 25. října 1648)
- 26. srpna – Jiří Ignác Pospíchal, velmistr křižovníků s červenou hvězdou (* 1634)

### Svět
- 6. února – Josef Ferdinand Bavorský, následník španělského trůnu (* 28. října 1692)
- 27. února – Charles Paulet, 1. vévoda z Boltonu, anglický politik a šlechtic (* 1630)
- 6. dubna – Vincent Placcius, německý spisovatel (* 4. února 1642)
- 21. dubna – Jean Racine, francouzský dramatik (* 22. prosince 1639)
- 15. května – Edward Petre, anglický jezuita, kaplan a rádce Jakuba II. (* 1631)
- 4. srpna – Marie Žofie Falcko-Neuburská, portugalská královna, manželka Petra II. (* 6. srpna 1666)
- 13. srpna – Marek z Aviana, kapucínský mnich a kazatel (* 17. listopadu 1631)
- 25. srpna – Kristián V., král dánský a norský (* 15. dubna 1646)
- 8. října – Mary Bealeová, anglická portrétistka (* 1633)

## Hlavy států
- Anglie – Vilém III. (1688–1702)
- Francie – Ludvík XIV. (1643–1715)
- Habsburská monarchie – Leopold I. (1657–1705)
- Osmanská říše – Mustafa II. (1695–1703)
- Polsko-litevská unie – August II. Silný (1697–1706)
- Rusko – Petr I. Veliký (1682–1725)
- Španělsko – Karel II. (1665–1700)
- Švédsko – Karel XII. (1697–1718)
- Papež – Inocenc XII. (1691–1700)
- Perská říše – Husajn Šáh